# Henri de Nesmond
Henri de Nesmond (auch: Henry de Nesmond) (* 1644 in Bordeaux; † 27. Mai 1727 in Toulouse) war ein französischer römisch-katholischer Bischof und Erzbischof und Mitglied der Académie française.

## Familie
De Nesmond entstammte einer alten Adelsfamilie der Region Bordeaux und Angoulême, aus der zahlreiche Staatsbeamte, Marineoffiziere und Bischöfe hervorgingen. Er war der jüngere Bruder des Marinebefehlshabers André de Nesmond (1641–1702) und der Vetter des Bischofs von Bayeux, François de Nesmond (1629–1715). Sein (plausibles) Geburtsdatum 1644 wurde von der neuesten historischen Regionalforschung ermittelt. Das Système universitaire de documentation nennt die Zahl 1645. Das oft genannte Datum 1655 (vermutlich Fehlschreibung für 1645) darf als überholt gelten, da sein gleichnamiger Vater um 1651 verstorben ist.

## Wirken
De Nesmond schlug die geistliche Laufbahn ein und wurde an der Sorbonne zum Doktor der Theologie promoviert. 1682 übernahm er von seinem Vetter François die Charge des Kommendatarabts der Mauriner-Abtei Saint-Pierre in Chézy. Vom König wurde er 1687 zum Bischof von Montauban bestimmt, vom Papst aber erst 1692 in seinem Amt bestätigt und 1693 geweiht. Er legte den Grundstein zum Neubau der Kathedrale von Montauban. Ab 1695 gehörte er dem Parlement in Toulouse an.
1703 wechselte er von Montauban auf den Erzbischofsitz Albi. 1710 wurde er in die Académie française (Sitz Nr. 10) aufgenommen. 1712 wurde er Kommendatarabt der Benediktiner-Abtei Saint-Pierre in Mas-Grenier. 1719 wechselte er von Albi auf den Erzbischofsitz Toulouse (1722 vom Papst bestätigt). 1721 wurde er in Toulouse Mitglied (mainteneur) der Académie des Jeux floraux (Sitz Nr. 8), die Simon de La Loubère, sein Kollege aus der Académie française, gegründet hatte. Vor seinem Tod 1727 in hohem Alter vermachte er seinen Besitz an das Toulouser Armenhaus La Grave. Seine Grabplatte befindet sich im Musée des Augustins in Toulouse.
Der am Hof als brillanter Redner geltende Nesmond hinterließ keine literarischen Schriften. Seine gesammelten Reden und Predigten erschienen postum 1754.